# Бариський район
Бариський район (рос. Барышский район) — адміністративно-територіальна одиниця (район) та муніципальне утворення (муніципальний район) у південно-західній частині Ульяновської області Росії.
Адміністративний центр — місто Бариш.

## Історія
Бариський район утворено 15 липня 1928 року у складі Сизранського округу (існував до 30 липня 1930 року) Середньо-Волзької області.

## Населення
| 1939    | 1989    | 2002    | 2009    | 2010    | 2011    | 2012    |
| ------- | ------- | ------- | ------- | ------- | ------- | ------- |
| 78 998  | ↘36 230 | ↘31 444 | ↗45 146 | ↘44 034 | ↘43 883 | ↘42 941 |
| 2013    | 2014    | 2015    | 2016    | 2017    | 2018    | 2019    |
| ↘42 282 | ↘41 578 | ↘40 916 | ↘40 394 | ↘39 808 | ↘39 095 | ↘38 336 |
| 2020    | 2021    |         |         |         |         |         |
| ↘37 674 | ↘36 433 |         |         |         |         |         |